# French Connection (Modelabel)

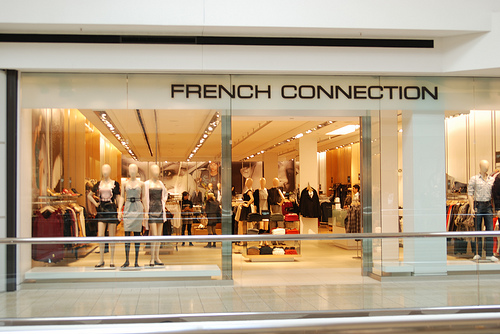

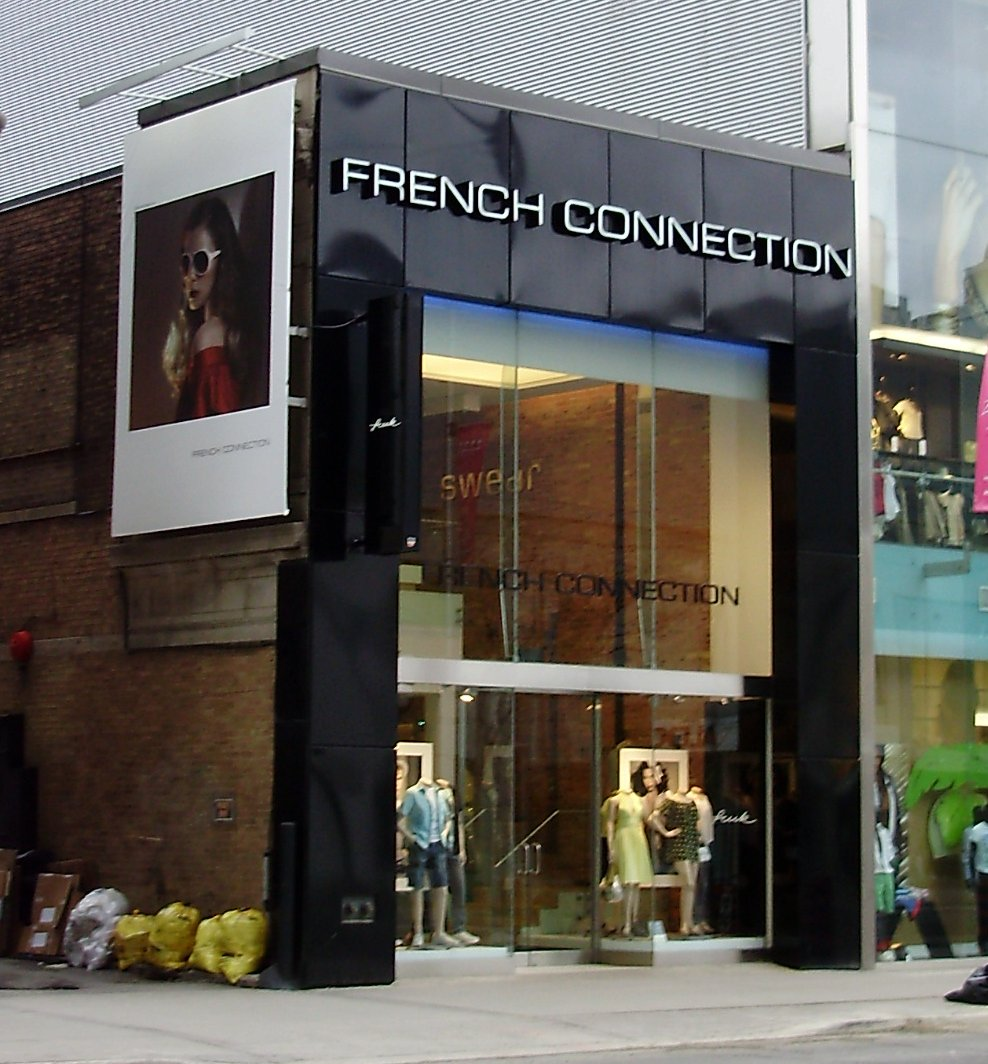
French Connection Store in Kanada

Das britische Modelabel French Connection United Kingdom (bekannt unter der Kurzbezeichnung FCUK oder fcuk) wurde von dem britischen Designer Stephen Marks mit einer Reihe von maßgeschneiderten gehobenen Damenoberbekleidungen in traditionellen Materialien 1969 gegründet. Die Bekleidung wurde zuerst unter seinem Namen vermarktet.
Marks sah großes Potential für eine weniger teure Damenkollektion für einen breiteren Markt und führte im Jahr 1972 die Marke French Connection ein, die vier Jahre später um die erste Herrenkollektion erweitert wurde. Bestätigt durch den weltweiten Erfolg der Damen- und Herrenkollektionen wurde das Angebot schnell auf Accessoires, Brillen, Uhren, Schuhe und Parfums erweitert.
Heute ist die Marke in mehr als 30 Ländern mit 124 eigenen Filialen vertreten. Dazu kommen aktuell weltweit 285 lizenzierte Franchise-Standorte. Dies wird unterstrichen durch das Kürzel FCUK, einer signifikanten Bezeichnung und Werbekampagne für French Connection United Kingdom. French Connection beschäftigt 1668 Mitarbeiter (Stand Januar 2017); der aktuelle Jahresumsatz wird auf 153,2 Millionen GBP (Great Britain Pound) beziffert. Die Firmenzentrale befindet sich in London und ist an der Börse im London Stock Exchange gelistet.